# Euderomphale chapultepec
Euderomphale chapultepec är en stekelart som beskrevs av Svetlana N. Myartseva 2004. Euderomphale chapultepec ingår i släktet Euderomphale och familjen finglanssteklar. Inga underarter finns listade i Catalogue of Life.